# Ettore Maserati

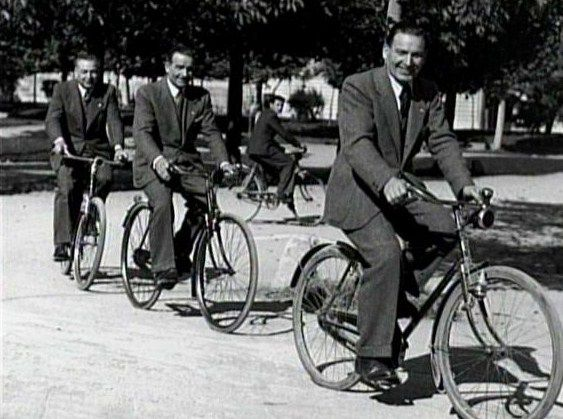
Die Maserati-Brüder Bindo, Ettore und Ernesto 1941 in Modena (v. l. n. r.)

Ettore Maserati (* 1894 in Voghera; † 4. August 1990) war ein italienischer Ingenieur und Unternehmer.

## Werdegang
Ettore Maserati wurde 1881 als zweitjüngster der sieben Söhne von Rodolfo und Carolina Maserati, geb. Losi in Voghera geboren. Sein Vater war in den Achtzigerjahren des 19. Jahrhunderts als Lokomotivführer, nach anderen Quellen als Eisenbahningenieur in der norditalienischen Lombardei tätig.
Ettore Maserati trat 1908 in die Fabbrica Junior Torinese Automobili (Markenname Junior) ein. Im folgenden Jahr begann auch sein älterer Bruder Carlo sein Engagement in dem in Turin ansässigen Unternehmen. Nach Carlos Tod im Jahr 1910 wechselte Ettore auf Initiative seines Bruders Bindo zu Isotta Fraschini nach Mailand, wo auch ein weiterer Bruder, Alfieri zeitweise wirkte. Später wurde Ettore Maserati bei Franco Tosi in Legnano Chefingenieur der Motorenentwicklung.
Im Dezember 1914 gründete sein Bruder Alfieri in Bologna die Società Anonima Officine Alfieri Maserati. Ettore Maserati gehörte zusammen mit seinem Bruder Ernesto von Beginn an zu den Angestellten der Werkstatt. Während des Ersten Weltkrieges war er wie sein Bruder Alfierit zum Wehrdienst eingezogen.
Nach Alfieris Tod im Jahr 1932 führte Bindo Maserati das Unternehmen, während Ettore Maserati für Entwicklung und Verwaltung zuständig war. In den folgenden Jahren entwickelte der Betrieb nicht mehr die Dynamik, die er zu Lebzeiten Alfieri Maseratis gehabt hatte. 1937 verkauften die verbliebenen Maserati-Brüder das Unternehmen an den Industriellen Adolfo Orsi. Als Teil des Kaufvertrages blieben Bindo, Ernesto und Ettore Maserati zehn Jahre lang an das Unternehmen gebunden. 1947 trennten sie sich von Maserati und gründeten mit Officine Specializzata Costruzioni Automobili (OSCA) in Bologna einen Konkurrenzbetrieb, den sie 1963 an Domenico Agusta veräußerten.
Ettore Maserati zog sich 1966 in den Ruhestand zurück und starb im Jahr 1990.